# まつかぜ (列車)
まつかぜは、日本国有鉄道（国鉄）が、かつて京都駅・大阪駅 - 松江駅・博多駅間などを東海道本線・福知山線・山陰本線・山陽本線（幡生駅 - 門司駅）・鹿児島本線経由で運行していた特別急行列車である。

## 概要
1961年に山陰本線初の特急列車として京都駅 - 松江駅間で運転を開始したが、京都駅 - 福知山駅間は東海道本線・福知山線経由で運転された。1964年に京都駅 - 博多駅間の運転に変更され、利用客の増加により6両から9両に増結（ただし7－9号車の3輌は京都－米子間のみ）され、その後1968年にも12両に増結された。
1972年3月に山陽新幹線が岡山駅まで開業したことにより、新大阪と山陰本線米子以西を結んでいた福知山線経由の「やくも」が伯備線・岡山〜益田間運転の「やくも」に移行し、大阪駅 - 鳥取駅間を「（旧）やくも」からダイヤを立て替える形で1往復増発（のちの2号・3号）したが、同年10月から京都と山陰地方を結ぶ綾部駅経由の特急「あさしお」が運転開始されたことにより、「まつかぜ」は大阪駅または新大阪駅発着に統一された。
1985年3月のダイヤ改正で1号・4号による博多駅乗り入れが取り止めとなり2往復とも米子駅発着（併せて1号・4号の食堂車の連結も中止。米子駅 - 博多駅間は「いそかぜ」に系統分割）となったあと、1986年11月の福知山線全線電化によって「北近畿」（現：「こうのとり」）に置き換えられ廃止された。
列車名の由来は「自然現象に由来するもの」から、松林に吹く風をイメージしたものである。

### やくも
東海道新幹線と山陰地方を結ぶ連絡列車として1965年に新大阪駅 - 浜田駅間（福知山線経由）で運転を開始した。運転開始当初から1往復しか運転されていなかったが、新大阪駅を12時に発車するダイヤで、ビジネスの利用のほか、温泉客の旅行としても良い時間帯を運転していたため、特に週末には特急券の入手が困難になるほどであった。このため、1970年に7両から9両に、1971年には12両に増結され、食堂車やグリーン車も連結されていた。
山陽新幹線の岡山開業により、山陰本線米子〜益田間と京阪神との新幹線連絡は伯備線経由の優等列車に移行させたため、1972年に鳥取以西を廃止し、大阪駅発着の「まつかぜ」に統合された。
列車名は、島根県東部の令制国である出雲にかかる枕詞である「八雲立つ（やくもたつ）」が由来となっている。

## 沿革
- 1961年（昭和36年）10月1日：この日に実施されたダイヤ改正に伴い、京都駅 - 大阪駅 - 松江駅間（東海道本線・福知山線・山陰本線経由）で特急「まつかぜ」が運行開始。当初、福知山線内は無停車であった。下り初列車は車両故障により福知山駅で1両を切り離し、食堂車も閉鎖となった[1]。
- 1964年（昭和39年）
  - 3月20日「まつかぜ」の運行区間が京都駅 - 博多駅間に変更。
  - 10月1日 新大阪駅 - 浜田駅間で特急「やくも」を設定。ただし、車両の手配の兼ね合いにより実際の運行開始は翌月11月1日からとなった。
- 1966年（昭和41年）
  - 12月12日：宝塚駅に停車を開始。
- 1972年（昭和47年）
  - 3月15日：山陽新幹線の岡山駅開業に伴うダイヤ改正（1972年3月15日国鉄ダイヤ改正）により、福知山線経由の「やくも」は大阪 - 鳥取間に短縮。「まつかぜ」に編入。一方、伯備線経由の「おき」（新大阪 - 出雲市）を岡山駅での新幹線接続特急列車とし、「やくも」の列車名を移行し、米子以西で、浜田発着の旧「やくも」に替え、益田発着の「やくも」を新たに設定。
  - 10月2日：「まつかぜ」1号・2号の運転区間が下りは大阪駅始発、上り新大阪駅終着になる。
- 1975年（昭和50年）
  - 3月10日：下り「まつかぜ」1号（大阪駅始発）、上り「まつかぜ」2号（新大阪駅終着）が、新大阪駅・大阪駅 - 博多駅を結ぶ唯一の在来線昼行特急となる。
- 1982年（昭和57年）
  - 7月1日：「まつかぜ」3・2号の運転区間が大阪駅 - 米子駅間に延長。「まつかぜ」3・2号が香住駅と浜村駅が、「まつかぜ」1・4号が浜坂駅に新規停車。浜坂駅が2往復ともに停車となる。
  - 11月15日：「まつかぜ」3・2号が篠山口駅に停車を開始。

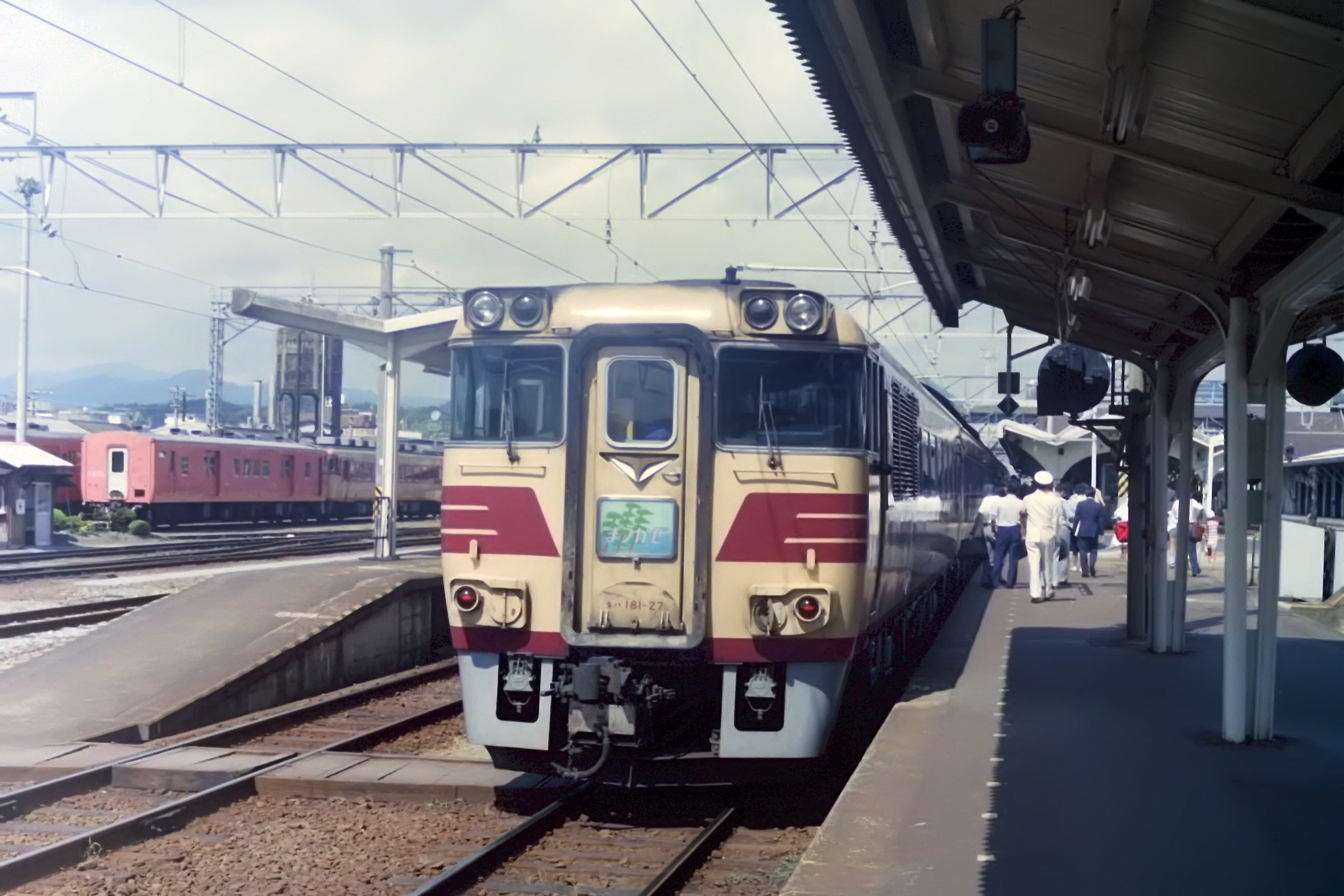
福知山駅に停車中のキハ181
特急まつかぜ

- 1984年（昭和59年）2月1日：「まつかぜ」3・2号が三田駅に、篠山口駅に「まつかぜ」1・4が新規停車になる。篠山口駅に「まつかぜ」2往復が停車するようになる。
  - 米子駅で系統分離前の米子駅以西の停車駅（昭和60年3月13日まで）
  - 米子駅 - 松江駅 - 出雲市駅 - 大田市駅 - 江津駅 - 浜田駅 - 益田駅 - 東萩駅 - 長門市駅 - 川棚温泉駅 - 下関駅 - 小倉駅 - 黒崎駅 - 博多駅

なお、この時期の列車編成はこちらとなる。
- 1985年（昭和60年）3月14日：ダイヤ改正（1985年3月14日国鉄ダイヤ改正）により、「まつかぜ」1・4号の博多駅発着が廃止され、米子駅発着に見直される。これにより、新大阪駅・大阪駅 - 博多駅間の唯一の直通昼行在来線特急が廃止となる。
  - 三田駅に「まつかぜ」2往復が停車となる。
  - 米子駅 - 博多駅間は、新設の特急「いそかぜ」に系統分割。ただし下りは「いそかぜ」側の時刻が早められて、どちらかといえばこの改正で廃止された急行「さんべ3号」に近いダイヤとなり、「まつかぜ1号」からの接続はなかった。上りも「まつかぜ4号」のダイヤが早められ、「いそかぜ」からは接続しなかった。
  - 「まつかぜ」廃止直前の停車駅
  - 〈新大阪駅〉- 大阪駅 -  宝塚駅 - 三田駅 - 篠山口駅 - 福知山駅 - 豊岡駅 - 城崎駅（現・城崎温泉駅）- （香住駅）- 浜坂駅 - 鳥取駅 - （浜村駅）- 倉吉駅 - 米子駅
  - 〈〉は上りのみの運転、（）は一部停車。
- 1986年（昭和61年）11月1日：福知山線宝塚駅 - 山陰本線城崎駅間電化完成に伴い、次のように変更。
  - 特急「まつかぜ」・急行「だいせん」（昼行列車分のみ）「丹波」が統合され、エル特急「北近畿」10往復が運転開始。
  - 「まつかぜ」廃止。代わりに「はまかぜ」が1往復増発される形で播但線経由で大阪 - 米子駅間に設定。